# Heřmanice (Starý Jičín)
Heřmanice (německy Hermitz) jsou malá vesnice, část obce Starý Jičín v okrese Nový Jičín. Nachází se asi 7,5 km na západ od Starého Jičína. V roce 2009 zde bylo evidováno 49 adres. V roce 2001 zde trvale žilo 98 obyvatel.
Heřmanice leží v katastrálním území Heřmanice u Polomi o rozloze 3,98 km2.

## Název
Vesnice dostala název podle opata hradišťského kláštera Heřmana (1201-1216).